# Кубок Сербії з футболу
Кубок Сербії з футболу — футбольний турнір в Сербії, переможець якого отримує право грати у першому кваліфікаційному раунді Ліги Європи. Започаткований 2006 року, з 2007 року має комерційну назву LAV Кубок Сербії з футболу, відповідно до спонсорської угоди з компанією Carlsberg Srbija, виробником пива торговельної марки LAV.

## Історія
Вперше трофей був розіграний в 2006 році. Він став наступником Кубка Сербії і Чорногорії, який припинив своє існування після розпаду держави.

## Фінали розіграшу Кубка
| Рік       | Переможець      | Рахунок                                        | Фіналіст           |
| --------- | --------------- | ---------------------------------------------- | ------------------ |
| 2006-2007 | «Црвена Звезда» | 2:0 (0:0)                                      | «Воєводина»        |
| 2007-2008 | «Партизан»      | 3:0 (2:0)                                      | «Земун»            |
| 2008-2009 | «Партизан»      | 3:0 (0:0)                                      | «Севойно»          |
| 2009-2010 | «Црвена Звезда» | 3:0 (1:0)                                      | «Воєводина»        |
| 2010-2011 | «Партизан»      | 3:0 («Воєводина» відмовилася закінчувати матч) | «Воєводина»        |
| 2011-2012 | «Црвена Звезда» | 2:0 (1:0)                                      | «Борац» Чачак      |
| 2012-2013 | «Ягодина»       | 1:0 (1:0)                                      | «Воєводина»        |
| 2013-2014 | «Воєводина»     | 2:0 (1:0)                                      | «Ягодина»          |
| 2014-2015 | «Чукарички»     | 1:0 (1:0)                                      | «Партизан»         |
| 2015-2016 | «Партизан»      | 2:0 (1:0)                                      | «Явор»             |
| 2016-2017 | «Партизан»      | 1:0 (1:0)                                      | «Црвена Звезда»    |
| 2017-2018 | «Партизан»      | 2:1 (1:1)                                      | «Младост» (Лучані) |
| 2018-2019 | «Партизан»      | 1:0 (1:0)                                      | «Црвена Звезда»    |
| 2019-2020 | «Воєводина»     | 2:2 (пен. 4:2)                                 | «Партизан»         |
| 2020-2021 | «Црвена Звезда» | 0:0 (пен. 4:3)                                 | «Партизан»         |
| 2021-2022 | «Црвена Звезда» | 2:1                                            | «Партизан»         |
| 2022-2023 | «Црвена Звезда» | 2:1                                            | «Чукарички»        |
| 2023-2024 | «Црвена Звезда» | 2:1                                            | «Воєводина»        |
| 2024-2025 | «Црвена Звезда» | 3:0                                            | «Воєводина»        |

## Володарі Кубка Сербії
| Клуб               | Перемог | Фіналів | Роки перемог                                                           |
| ------------------ | ------- | ------- | ---------------------------------------------------------------------- |
| «Црвена Звезда»    | 8       | 2       | 2006-07, 2009-10, 2011-12, 2020-21, 2021-22, 2022-23, 2023-24, 2024-25 |
| «Партизан»         | 7       | 4       | 2007-08, 2008-09, 2010-11, 2015-16, 2016-17, 2017-18, 2018-19          |
| «Воєводина»        | 2       | 6       | 2013-14, 2019-20                                                       |
| «Ягодина»          | 1       | 1       | 2012-13                                                                |
| «Чукарички»        | 1       | 1       | 2014-15                                                                |
| «Борац» Чачак      | 0       | 1       |                                                                        |
| «Земун»            | 0       | 1       |                                                                        |
| «Севойно»          | 0       | 1       |                                                                        |
| «Явор»             | 0       | 1       |                                                                        |
| «Младост» (Лучані) | 0       | 1       |                                                                        |